# Campo di battaglia della valle del Tollense
Il campo di battaglia della valle del Tollense è un sito archeologico risalente all'età del bronzo, che si trova nello stato tedesco del Meclemburgo-Pomerania Anteriore sul bordo settentrionale della Terra dei laghi del Meclemburgo. Il sito, scoperto nel 1996 e sistematicamente scavato dal 2007, si estende lungo la valle del piccolo fiume Tollense, ad est del villaggio di Weltzin, nei territori comunali di Burow e Werder. Sono stati scoperti migliaia di frammenti ossei appartenenti a molte persone insieme a ulteriori prove che testimoniano il luogo di una battaglia; le stime attuali indicano che forse 4000 guerrieri hanno combattuto nella battaglia di questo sito nel XIII secolo a.C.. Dato che allora la densità di popolazione era di circa 5 persone per chilometro quadrato, questa sarebbe stata la battaglia più significativa nell'età del bronzo nell'Europa centrale finora nota e rende la valle di Tollense attualmente il più grande sito di battaglia scavato e verificabile archeologicamente di quella età al mondo .

## Scoperta e scavi

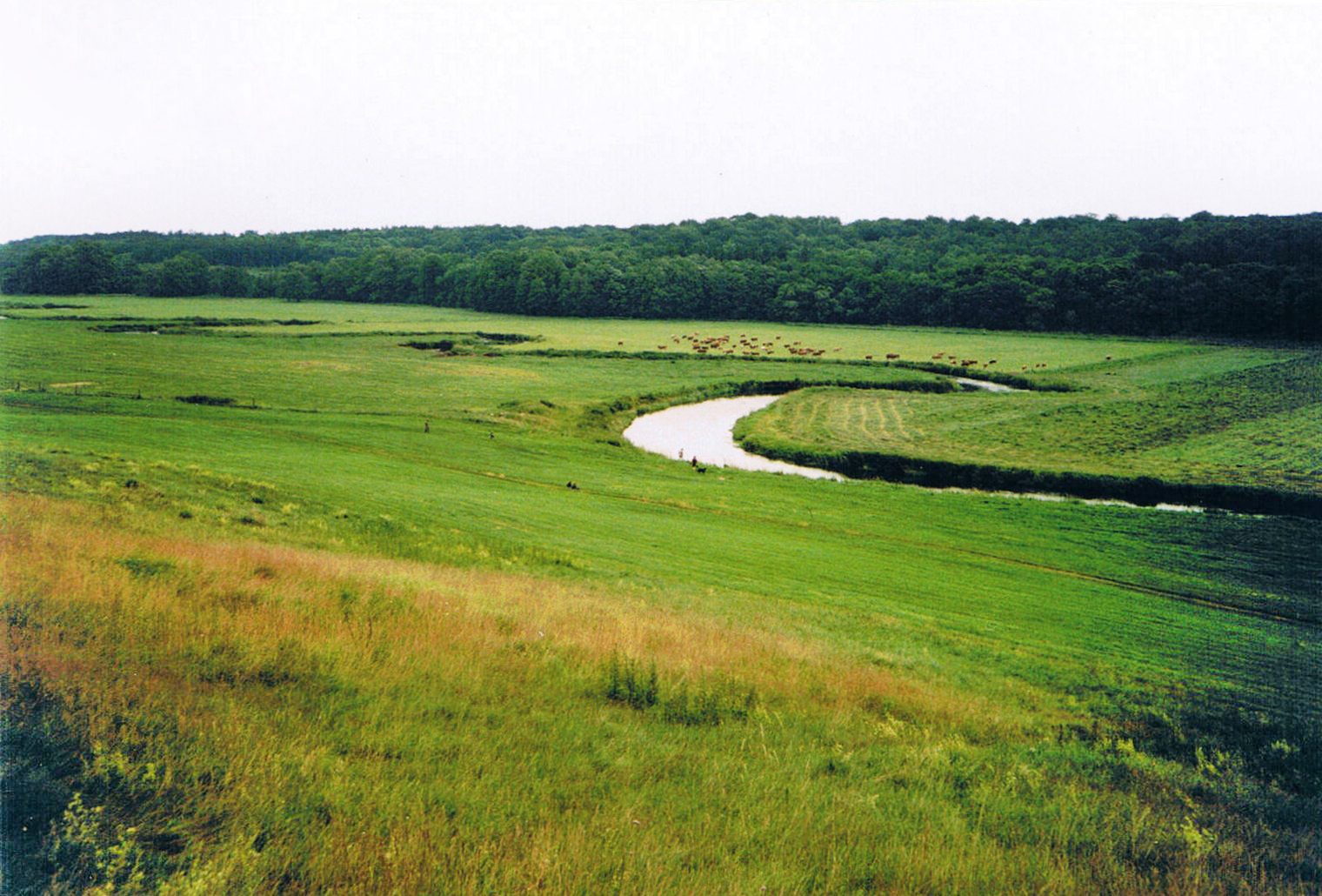
Il fiume Tollense nei pressi di Burow

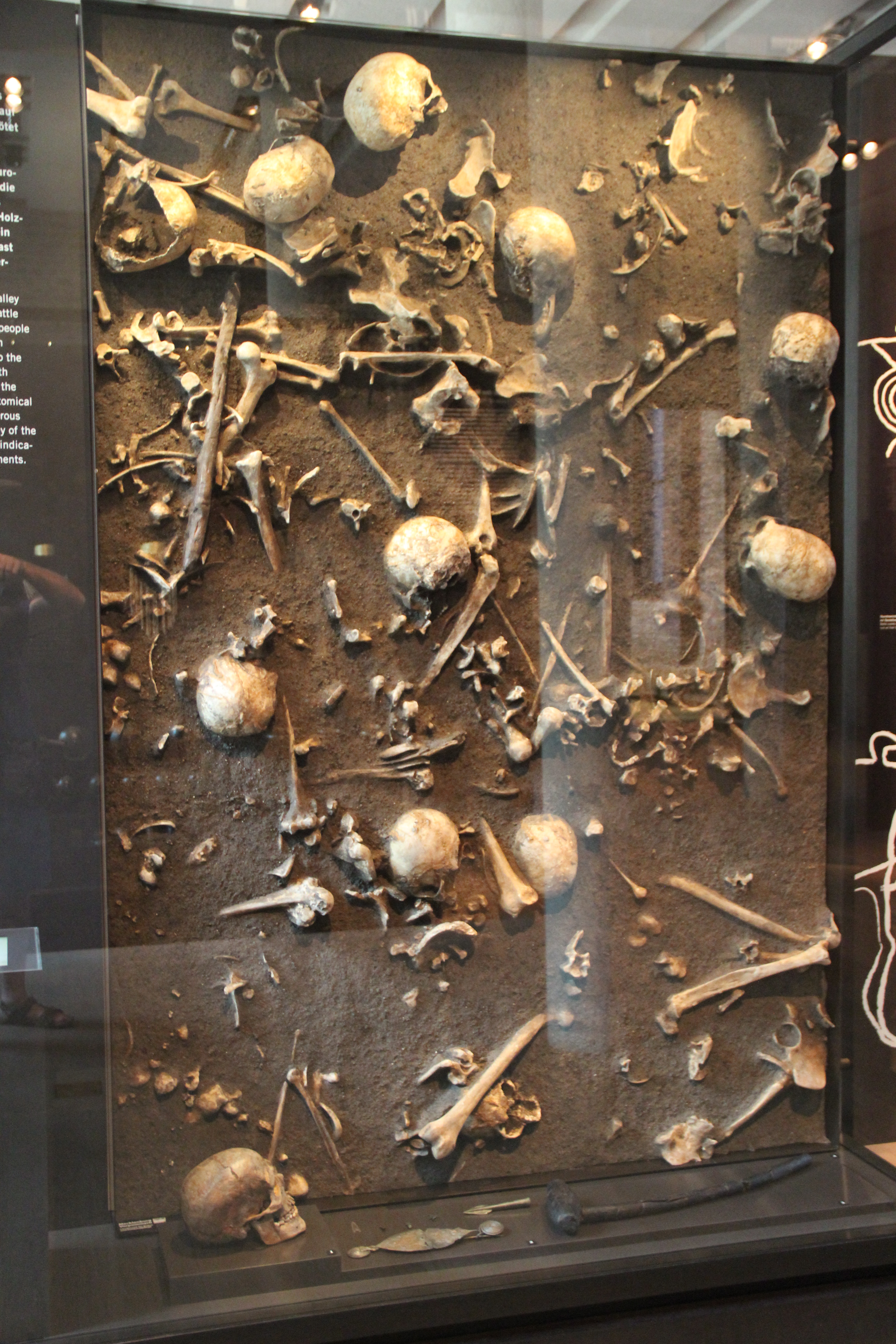
Reperti

Nel 1996 un ambientalista riferì di aver trovato un osso di omero sulla riva del fiume Tollense in acque basse con una punta di freccia incorporata fatta di selce. Gli scavi archeologici preliminari iniziarono lo stesso anno attorno a questo sito e furono trovate ulteriori ossa umane e di animali. Negli anni seguenti fu scoperta una mazza di legno di frassino e un'arma simile a un martello fatta di legno di prugno e ancora altre ossa. Dal 2007 l'area è stata sistematicamente scavata sotto la direzione dell'Ufficio locale per la cultura e la conservazione, l'Ufficio statale per la conservazione della Bassa Sassonia e l'Università di Greifswald. I sommozzatori della locale Society for Underwater Archaeology scandagliarono attentamente il letto e la riva del fiume Tollense e trovarono numerosi resti umani. Dal 2009, il Ministero della Cultura del Meclemburgo-Pomerania Anteriore ha sostenuto la ricerca nell'area, a cui si è aggiunta dal 2010 la Deutsche Forschungsgemeinschaft. L'obiettivo principale è l'esplorazione estensiva del sito e lo scavo del sito principale, coperto da circa 1 m di torba.
Fino alla fine del 2017 erano stati scavati 460 m², ma si stima che l'intero campo di battaglia sia almeno dieci volte più grande. Gli archeologi hanno esaminato i terreni con metal detector, indagando principalmente sul materiale di scavo del Tollense. Il Dipartimento di Geografia di Greifswald ha esaminato la composizione geologica della valle e ha determinato il precedente corso del fiume e la scansione laser è stata utilizzata per tracciare la superficie del terreno. I resti umani sono stati analizzati all'Università di Rostock.